# Kvintcirkel
Kvintcirklen er et redskab der bruges i harmonisering; den hjælper blandt andet med at definere tonika, dominant og subdominant.
På kvintcirklen er de tolv toner indskrevet med intervallet en kvint mellem hver tone. Der er to tonerækker langs kanten. Den yderste for dur og den inderste for mol. Rækkefølgen er:
| Dur: | C | G | D | A   | E   | H   | Fis/Ges | Des | As | Es | B | F |
| Mol: | a | e | h | fis | cis | gis | dis/es  | b   | f  | c  | g | d |

Hvis man fortsætter rundt efter F, kommer man til C igen. Sammenhængen mellem de to rækker er den at de to tonearter, der ligger over for hinanden, er paralleltonearter.
Med en kvintcirkel kan man direkte se, hvad paralleltonearten til en kendt toneart er. Man kan bruge den som en hjælp når der skal sættes faste fortegn i en melodi, og endelig kan den bruges i forbindelse med analyse af musik med dur/mol-tonalitet.
Ud fra kvintcirklen kan man finde beslægtede akkorder inden for en toneart. Ud fra toneartens grundakkord, tonika, kan man finde dominanten ved at gå et skridt med uret, og man finder subdominanten ved at gå et skridt mod uret. Akkorderne i de parallelle tonearter bruges også. Eksempelvis er det ret almindeligt at bruge en a-mol-akkord i musik der er skrevet i C-dur, da a-mol er Tonikaparallel (noteres "Tp").

## Kvintcirklen
|  | Eftersyn Dette afsnit bør gennemlæses af en person med fagkendskab for at sikre den faglige korrekthed. Alle afsnit herunder er en oversættelse af denne version af den tyske; der er derfor en del fagudtryk og notationer som bør efterses. |

Kvintcirklen er i musikteorien en grafisk anskueliggørelse af slægtskabsforholdet mellem tonearterne. Den udspringer af den vesterlandske harmoniforståelse og bygger eller beror på den erkendelse at en toneart har størst nærhed til de tonearter der befinder sig i en afstand af en kvint (femtoneskridt = syv halvtoner). Nabotonearter i kvintcirklen betegner man som "kvintforbundne".

Anvendelsen af tonearter i kvintcirklens opstilling og den dertil nødvendige tempererede stemning er musikalske frembringelser i den vesterlandske kultur som ikke findes i andre kulturkredse i denne konsekvente form.
Grafikken viser i den yderste kreds dur-tonearterne med store bogstaver og i den indre kreds mol-tonearterne med små bogstaver.
Det fremgår af grafikken at med hver toneart i kvintafstand tilføjes der et fortegn: ved kvinten opad hver gang yderligere et ♯, ved kvinten nedad yderligere et ♭
♯ forhøjer den pågældende tone med et halvtonetrin (fx ved G-dur bliver F til Fis.
♭ sænker den pågældende tone med et halvtonetrin (fx ved Es-dur bliver H til B, E til Es og A til As).

| Fortegn:       | 7 ♭ +fes | 6 ♭ +ces | 5 ♭ +ges | 4 ♭ +des | 3 ♭ +as | 2 ♭ +es | 1 ♭ b | 0 ♭/♯ | 1 ♯ fis | 2 ♯ +cis | 3 ♯ +gis | 4 ♯ +dis | 5 ♯ +ais | 6 ♯ +eis | 7 ♯ +his |
| Dur-tonearter: | Ces      | Ges      | Des      | As       | Es      | B       | F     | C     | G       | D        | A        | E        | H        | Fis      | Cis      |
| Mol-tonearter: | as       | es       | b        | f        | c       | g       | d     | a     | e       | h        | fis      | cis      | gis      | dis      | ais      |

### Kvintcirklen for dur-tonearter
Hævning eller sænkning af bestemte toner i tonearterne hænger sammen med den vesterlandske melodiforståelse: En dur-skala og dermed den derpå opbyggede toneart opfattes som særligt velklingende, når der ved siden af heltonetrinnene forekommer to halvtonetrin: mellem 3. og 4. trin såvel som mellem 7. og 8. trin. (Se nedenfor: Baggrund)
Et klaviatur kan tydeliggøre dette:
Ud over de hvide tangenter findes der skiftevis to- henholdsvis tre-tangentgrupper og desuden to "mellemrum" uden sorte tangenter  mellem E/F og H/C. Såvel de sorte tangenter som hullerne eller mellemrummene gør halvtonetrinnene synlige.
På klaveret spiller man en C-dur-skala uden sorte tangenter, idet overgangen mellem E/F og H/C udgør de nødvendige halvtonetrin mellem 3./4. trin og 7./8.trin. Der er altså ingen fortegn i en C-dur-skala. Alle andre dur-tonearter behøver fortegn.

### Kvintcirklen for mol-tonearter
Grafikken ovenfor viser i den indre kreds med røde bogstaver opstillingen af mol-tonearter, angivet med små bogstaver. Der gås ud fra de "naturlige" mol-tonearter.
Til hver dur-toneart findes en mol-toneart med samme fortegn. Et sådant par kaldes paralleltonearter. En mol-toneart har sin grundtone en lille terts (= tre halvtonetrin) dybere end den parallelle dur-toneart, det vil sige at grundtonen for en mol-toneart ligger på dur-skalaens 6. trin.
Den indvending at der ved en såkaldt harmonisk mol-skala ville forekomme et gis og således et ♯ og ved en såkaldt melodisk i dette tilfælde sågar to ♯, nemlig fis og gis, er forståelig. Men disse løse fortegn har ikke noget med de fortegn der angives i kvintcirklen at gøre. De enkelte hævninger og sænkninger i nodeteksten hedder ganske vist også "fortegn", men ved angivelsen i kvintcirklen drejer det sig kun om de fortegn der står ved begyndelsen af nodelinjen og ikke enkelte afvigelser i nodeteksten.
Hvor mange og hvilke fortegn de forskellige rene mol-tonearter har, lader sig aflæse ved hjælp af grafikken såvel som af anskueliggørelserne ovenfor af fortegnene i dur-tonearterne.

## ♯-tonearterne
Fortegnene tilføjes ligeledes i kvintafstand, bevægende sig opad ved kryds-tonearterne. Rækkefølgen af de noder der skal forsynes med et ♯ (F, C, G, D, A, E, H...) kan på grund af kvintafstanden ligeledes aflæses på kvintcirklen, hvis man begynder ved F og fortsætter med uret. Krydset (♯) fremtvinger en forhøjelse af tonerne med hver et halvtonetrin:
- G-dur: Fis
- D-dur: Fis, Cis
- A-dur: Fis, Cis, Gis
- E-dur: Fis, Cis, Gis, Dis
- H-dur: Fis, Cis, Gis, Dis, Ais (udtales: A-is)[note 1]
- Fis-dur: Fis, Cis, Gis, Dis, Ais, Eis (udtales: E-is)

Dette kan man fortsætte: Cis-dur med syv ♯, Gis-dur med otte ♯ til Eis-dur med elleve ♯ osv. Men dette gør ikke blot notationen meget uoverskuelig; en yderligere forhøjelse af allerede forhøjede toner fører i klangbilledet også blot til toner der allerede er der.
Så ville der ved Eis-dur (elleve ♯) ved siden af de fra Fis-dur allerede kendte 6 ♯ blive tilføjet et „His“ (klingende som C), et „Fisis“ (doppelt forhøjelse af F, klingende som G), et „Cisis“ (klingende som D), et „Gisis“ (klingende som A), et „Disis“ (klingende som E) og et „Aisis“ (klingende som H).
Det fænomen at forskelligt benævnte toner lyder ens, benytter man til enharmonisk omtydning eller forveksling: i stedet for de stadig mere komplicerede krydstonearter benytter man de enslydende ♭-tonearter, for eksempel i stedet for Gis-dur (8 ♯) As-dur (4 ♭). Eller, for at blive ved eksemplet fra tonearten „Eis-dur“: i stedet for elleve ♯ behøves nu kun et eneste ♭. Nodebilledet bliver derved væsentligt klarere, klangligt gør det ingen forskel ved den "ligesvævende temperatur" eller stemning.
I den musikalske praksis kan man let komme ud for de komplicerede tonearter når der transponeres fra én toneart til en anden. Ofte bliver fortegnene fra den komplicerede toneart anført (for at musikeren lettere kan opfatte intervallerne). Men derefter bliver den komplicerede toneart ved opløsningstegn og tilsvarende andre fortegn overført til den lettere tilgængelige enharmoniske toneart.

## ♭-tonearterne
Tonearternes bevægelse såvel som tilføjelsen i kvintafstand af fortegn der fremtvinger en sænkning af tonen følger ved ♭-tonearterne nedad:
Også her kan man på grundlag af kvinttabellen aflæse rækkefølgen af de noder der skal forsynes med et ♭ (H, E, A, D, G, C, F...) når man begynder ved H og fortsætter rundt mod uret.
- F-dur: B
- B-dur: B, Es
- Es-dur: B, Es, As
- As-dur: B, Es, As, Des
- Des-dur: B, Es, As, Des, Ges
- Ges-dur: B, Es, As, Des, Ges, Ces

## Betydning for harmonilæren
Kvintcirklen indskrænker sig ikke blot til at fremstille hvilken toneart der har hvor mange fortegn. Toneartens nærhed til de nærmeste muliggør tillige en vurdering af hvilke akkorder der er harmonisk forbundet med hinanden. Et eksempel:
Hvis man tager C-dur som tonika, da grupperer sig derom G-dur som dominant, F-dur som subdominant, a-mol som tonikaparallel, e-mol som dominantparallel eller tonikamodklang (ty. Tonikagegenklang, "modparalleller") og d-mol som subdominantparallel.
Ved kombinationen af en vilkårlig dur-toneart på kvintcirklen med dens højre eller venstre nabo får man durkadencens akkord. Kombinationen med fjernere liggende toner kræver modulation.
Hvis man altså tager en vilkårlig tone fra kvintcirklen som udgangstone og betragter dens to naboer, så adskiller den sig kun fra disse med hver en tone.
Det er således det 4. trin i udgangstonearten som bliver forhøjet (ved ♯ eller udeladelse af et ♭), og 7. trin i udgangstonearten som bliver sænket (ved ♭ eller udeladelse af et ♯)
Derved står de to tonearter i et nært slægtskabsmæssigt forhold til hinanden.
For eksempel i Es-dur:
|  |  | "Højre" nabo (kvint højere) Udgangstonearten (Es-dur) "Venstre" nabo (kvint lavere) |

Hvis man nu danner en treklang i en nabotoneart som ikke benytter den 4. tone eller i den anden den 7. tone, så kunne denne treklang lige så godt tilhøre udgangstonearten.
|                                                                     |  | "Højre" nabo (kvint højere) Udgangstonearten "Venstre" nabo (kvint lavere) |
| (Med rødt vises treklange der ikke er indeholdt i udgangstonearten) |  |                                                                            |

Særlig vigtig er treklangen på den første tone (det første "trin") af de to nabotonearter. Også de bruger kun toner fra udgangstoneartens egen skala og står i dem  på 4. eller 5. trin. Derudover er de to toner indeholdt i dem som blev forandret for at opnå de respektive andre nabotonearter. Med disse to treklange er en afgrænsning af udgangstonearten til dens nabotonearter mulig.
I disse tre treklange (på de respektive første trin af de tre tonearter) er tillige hver tone i grundtonearten mindst repræsenteret én gang; til ledsagelse af en enkel eller simpel melodi, der kun indeholder disse toner fra grundtonearten, behøver man i udgangspunktet kun disse tre treklange.
Man kan desuden bemærke at den eneste treklang i udgangstonearten der ikke forekommer i nabotonearterne
1. hverken er en dur- eller mol-treklang, men en såkaldt formindsket treklang (to formindskede tertser over hinanden)
2. og som derved heller ikke er repræsenteret i kvintcirklen
3. Treklangen på 7. trin kan dog ses som en treklang på 5. trin (dominant), ved hvilken grundtonen blot ikke bliver spillet. Hvis man sammenligner denne treklang med en formindsket akkord (firklang med tre små tertser over hinanden som fx Gis-H-D-F), så kan man fastslå at de to klangligt knap opviser noget slægtskab.

De øvrige seks treklange på 1. til 6. trin giver yderligere netop de seks treklange som i cirklen grupperer sig om udgangstonearten: As-dur, Es-dur, B-dur, f-Moll, c-Moll, g-Moll.

## Baggrund
Som udgangspunkt for det følgende tjener C-dur-skalaen
Durskalaen er karakteriseret ved sin struktur der fremkommer ud fra rækkefølgen af hel- og halvtonetrin
|                                            |
| (heltone) (halvtoner ved de to bløde buer) |

Den har således to identisk opbyggede afsnit, de såkaldte tetrakorder (gr. tetra: fire), en opdeling af kvarten i fire toner.

### Udvidelse af skalaen opad
På grund af denne lighed kan det andet afsnit også være første afsnit i en ny skala. For at få en komplet heptatonisk skala føjer man fire toner til:
Som man ser, stemmer strukturen af det nye afsnit dog endnu ikke helt. Et fortegn kan løse problemet: i dette tilfælde må f som den syvende tone i skalaen forhøjes til fis for at få en ægte dur-skala:
Man kan igen opdele den således opnåede skala i to (ens opbyggede) afsnit og gøre det andet afsnit til det første i den ny dur-skala, kompletteret på samme måde:
Denne fremgangsmåde kan fortsættes, og man kan derved betragte to forhold:
1. Hver gang bliver en tone (og her den syvende) forhøjet, idet der bliver tilføjet et kryds (♯)
2. Den nye skala står, da den begynder på den gamles femte tone, en kvint højere end den gamle.

Begyndende ved C-dur kan man således opstille følgende skema:
|  | [ C (intet fortegn) ] |

### Udvidelse af skalaen nedad
Analogt kan man nu gå frem i den anden retning.

Tager man det første afsnit af C-dur-skalaen og udvider den nedefter, får man følgende:
Også her må en tone ændres for at fremstille den karakteristiske struktur for en dur-skala. Det drejer sig her om h, som må sænkes med et fortegn til b.
Igen analogt til udvidelsen opad kan man fortsætte med denne fremgangsmåde nedad:
1. Hver gang bliver en tone (den fjerde) sænket, idet der bliver tilføjet et ♭
2. Den nye skala begynder en kvint dybere end den gamle

Begyndende ved C-dur kan man opstille følgende skema:
|  | [ C (intet fortegn) ] |

For at forene de to skemaer i ét rykker man C-dur ind i midten som en slags spejlakse 
Ved den enharmoniske forveksling af Fis og Ges ved skemaets endepunkter opstår billedet af en cirkel.

## Anvendelse i praksis
I afbildningen til venstre er for tre tonearter (nemlig: C-dur, E-dur og Es-dur) det område i kvintcirklen farvelagt der er af betydning for den pågældende toneart.
Karakteristisk for en toneart er dens kadence, altså rækkefølgen af treklangene eller harmonitrinnene I, IV, V, I.
Med andre ord: tonika-akkord, subdominant-akkord, dominant-akkord og tonika-akkord lyder efter hinanden.
| Toneart | Trin I        | Trin IV                     | Trin V                    | Trin I        |
| .       | står i MIDTEN | står til VENSTRE for trin I | står til HØJRE for trin I | står i MIDTEN |
| C-dur   | C             | F                           | G                         | C             |
| E-dur   | E             | A                           | H                         | E             |
| Es-dur  | Es            | As                          | B                         | Es            |

Til nytte er den modificerede udgave af kvintcirklen til visualisering af harmonitrin der bliver anvendt i en udvidet kadence – Et eksempel på udvidet kadence for C-dur: C – G – a – e – F – C – F – G – C

### Blues og "rock and roll"
"Blues er i mange tilfælde baseret på et 12-takts-skema og akkordfølgen  I-IV-V. Tallene forholder sig til trinnene i den skala, der danner grundtonen i akkorden. Der forekommer ganske vist også talrige variationer, men dette skema er afgjort en standard inden for blues.".
For tonearten E-dur fås følgende skema:
```
Takt:    |: 1  | 2  | 3  | 4  | 5  | 6  | 7  | 8  | 9  | 10 | 11 | 12 :|
Trin:    |: I  | I  | I  | I  | IV | IV | I  | I  | V  | IV | I  | V  :|
Akkord:  |: E  | E  | E  | E  | A  | A  | E  | E  | H  | A  | E  | H  :|
```

"Man kan også benytte skemaet i andre tonearter; for at finde de rigtige akkorder kan kvintcirklen igen bruges.",
Den ovenfor beskrevne tolvtakters bluesform finder man ligeledes i rock and roll.

### Hjælp til at spille efter gehør
Ved harmonisering af et stykke – dvs. ved supplering af en melodi med ledsagende stemmer eller akkorder – er det til stor hjælp hvis udvalget af akkorder kan indsnævres, og da beslægtede akkorder i kvintcirklen står tæt ved hinanden, bliver det lettere at træffe et valg ved at bruge den.
I urets retning kommer først tre dur-akkorder (fx F-, C-, G-dur). Den midterste akkord i denne gruppe af tre, her C-dur, angiver samtidig den tilsvarende durtoneart. Der følger videre i urets retning tre mol-akkorder (her: d-, a- og e-mol). Den midterste akkord i denne gruppe af tre angiver den parallelle moltoneart, her: a-mol. Eksperimenter inden for disse seks akkorder – i modsætning til de øvrige muligheder – gør det lettere at finde frem til en passende ledsageakkord.
Den ovenfor viste rækkefølge kan videreføres ved at dreje rundt om cirklens centrum.

### Hurtig akkordsøgen
Ved hjælp af kvintcirklen lader der sig også hurtigt konstruere akkorder hvis man ikke fortolker tonenavnene som tonearter, men som enkelttoner.
Forbinder man for eksempel tonerne fra C-dur-akkorden (C-E-G) i kvintcirklen med linjer, danner de en trekant som man nu kan dreje om midtpunktet og således få endnu en dur-akkord. Det samme lader sig gøre med mol-akkorder; trekanten ser anderledes ud, men lader sig ligeledes dreje rundt. Formindskede akkorder danner i kvintcirklen et kvadrat (fx Fis-A-C-Es), forstørrede akkorder en ligesidet trekant (fx As-C-E). Det vil sige at når akkordens grafiske form er kendt, er det let at finde alle lignende akkorder.
Derudover lader septimen i en dominant-septim-akkord sig let finde idet der fra sidste punkt i den ovenfor nævnte trekant trækkes en linje til den mol-tone der ligger lige overfor: denne mol-tone er den søgte septim.

Som eksempel:

C-dur

→ C-E-G

→ overfor ligger Des med mol-parallelen b

→ b er septimen.

### Hjælp til den diatoniske improvisationsskala
For at bestemme en tone i en dur-pentatonisk skala tager man de efterfølgende fire toner i urets retning.
 : Eksempel på C-dur-pentatonik: C – G – D – A – E
For en mol-pentatonisk skala tager man – idet man går ud fra den søgte toneart – tre toner mod og én tone i urets retning.
 : Eksempel på a-mol-pentatonik: C – G – D – A – E
Til en fuldstændig dur- eller molskala må man udvide den pågældende pentatonik med naboerne (én med og én mod uret)
 : Eksempel C-Dur- eller a-Moll-skala: F – C – G – D – A – E – H

## Kvintspiralen
Med anvendelsen af en ligesvævende eller tempereret stemning bliver den enharmoniske forveksling mulig. Dette tillader opstilling af tonearterne i en sluttet kreds, heraf betegnelsen kvintcirkel.
Ved anvendelse af ren kvint opstår derimod ingen sluttet kreds. Opstillingen af tonearter lader sig dog opstille i en spiral, den såkaldte kvintspiral.